# Електротранспорт
Електротрáнспорт або транспортні засоби з електричним приводом — транспортні засоби, що використовують електродвигуни для руху. Урухомником можуть бути колеса, пропелери, лінійні двигуни або інше.
Енергія для руху транспортного засобу, може надходити:
- з акумуляторних чи конденсаторних батарей, що встановлені на транспортному засобі;
- від паливних елементів;
- генеруватись на транспортному засобі із використанням ядерної енергії, як на атомних човнах.
- від поновлюваних джерел енергії, як вітро- та фотогенератори;
- від прямого підключення до електромереж, як в звичайному електричному громадському транспорті;
- або комбінації вищенаведених джерел.

В електротранспорті, як правило, двигуни використовують також для гальмування (генераторне гальмування). У сучасних транспортних засобах вироблена при гальмуванні енергія зберігається або використовується, тобто забезпечується рекуперація енергії та зростає ККД.
Урядові стимули для збільшення використання електротранспорту були вперше запроваджені наприкінці 2000-х років, зокрема в США та Європейському Союзі, що призвело до зростання ринку електричних транспортних засобів у 2010-х роках. Очікується, що підвищення громадського інтересу та обізнаності, а також структурні стимули, значно розширять ринок електромобілів. Під час пандемії COVID-19 карантини зменшили кількість парникових газів від бензинових і дизельних автомобілях. 2021 року Міжнародне енергетичне агентство заявило, що уряди повинні робити більше для досягнення кліматичних цілей, включаючи політику щодо важких електромобілів. Продажі електромобілів можуть зрости з 2 % світової частки у 2016 році до 30 % до 2030 року. Станом на липень 2022 року обсяг світового ринку електромобілів становив 280 мільярдів доларів США, і очікується, що до 2026 року він зросте до 1 трильйона доларів США . Значна частина цього зростання очікується на таких ринках, як Північна Америка, Європа та Китай. Огляд літератури за 2020 рік свідчить про те, що зростання використання електричних 4-колісних транспортних засобів виглядає економічно малоймовірним у країнах, що розвиваються, але зростання використання електричних двоколісних транспортних засобів є економічно малоймовірним. Існує більше 2- і 3-колісних електромобілів, ніж будь-який інший тип.

## Історія

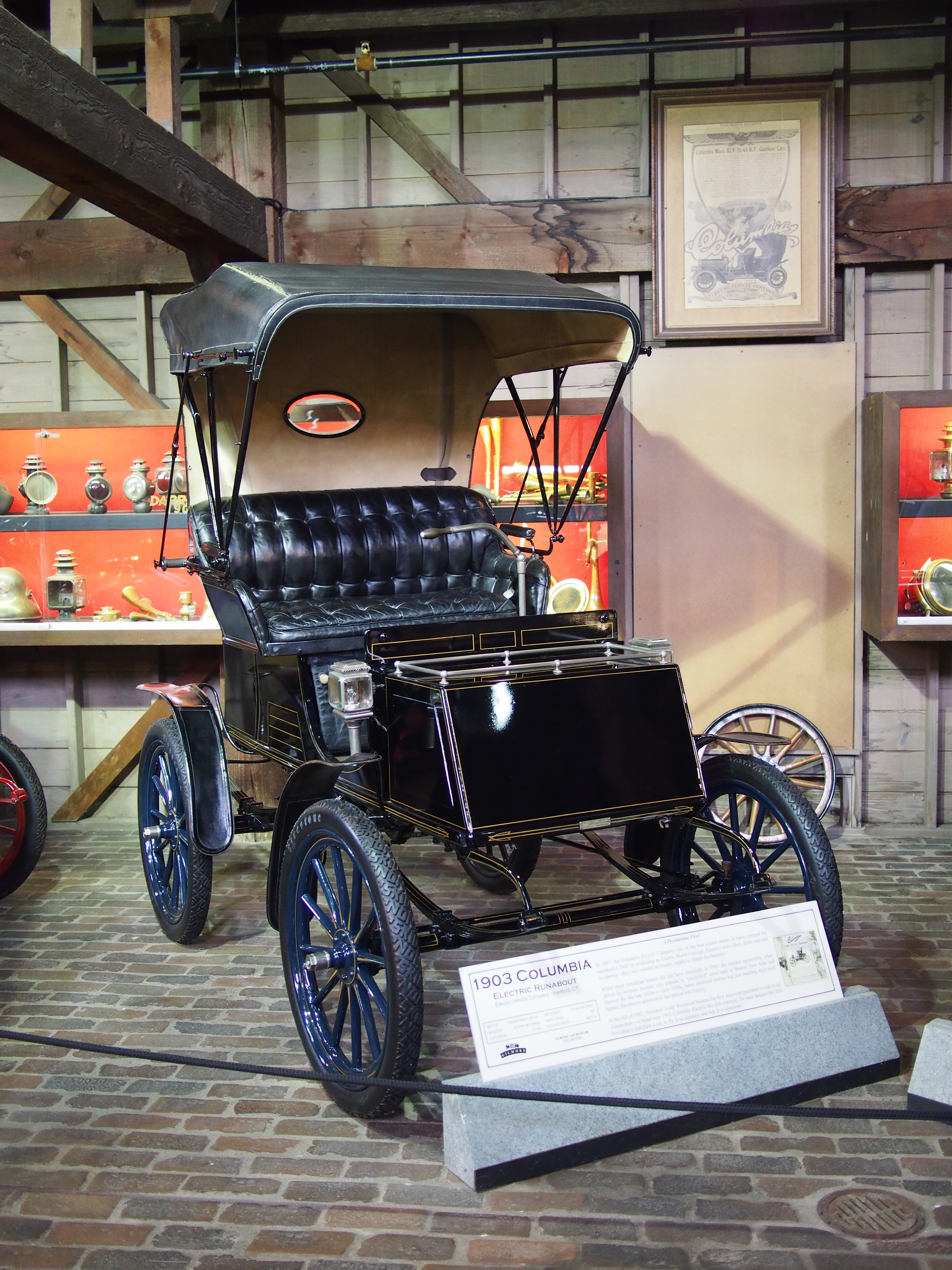
Електромобіль Columbia Electric Runabout, бестселер у США 1900 року і перший, виробництво якого перевищило 1000 екземплярів

Використання електричного струму, як рушійної сили почалося у 1827 році, коли угорський священник Аньош Єдлик побудував перший грубий, але життєздатний електродвигун, який використовував статор, ротор і комутатор; а наступного року він використав його для приводу невеликого автомобіля. 1835 року професор Гронінгенського університету Сібрандус Стратінг побудував невеликий електричний автомобіль, а десь між 1832 і 1839 роками Роберт Андерсон з Шотландії винайшов першу грубу електричну коляску, що працює від неперезаряджуваних первинних елементів. 1835 року американський коваль і винахідник Томас Девенпорт побудував іграшковий електричний локомотив із примітивним електричним двигуном. 1838 року шотландець на ім'я Роберт Девідсон побудував електричний локомотив, який розвивав швидкість 6 км/год. 1843 року в Англії був виданий патент на використання рейок як провідників електричного струму, а аналогічні американські патенти були видані Ліллі і Колтену у 1847 році.
Перші електромобілі масового виробництва з'явилися в Америці на початку 1900-х років. 1902 року Studebaker Automobile Company увійшла в автомобільний бізнес з електромобілями, хоча вона також вона почала у 1904 році виготовляти і бензинові транспортні засоби. Однак з появою дешевих конвеєрних автомобілів «Ford Motor Company» популярність електромобілів значно впала..
Через відсутність електромереж і обмеження акумуляторних батарей на той час електромобілі не набули великої популярності; однак електропоїзди набули величезної популярності завдяки своїй економічності та швидкості. До XX століття електричний залізничний транспорт став звичним явищем завдяки прогресу в розвитку електровозів. Згодом їх комерційне використання загального призначення скоротилося до спеціалізованих ролей, таких як вантажівки-платформи, автонавантажувачі, машини швидкої допомоги, буксирні тягачі та міські транспортні засоби доставки. Більшу частину XX століття Велика Британія була найбільшим у світі споживачем електричних транспортних засобів.

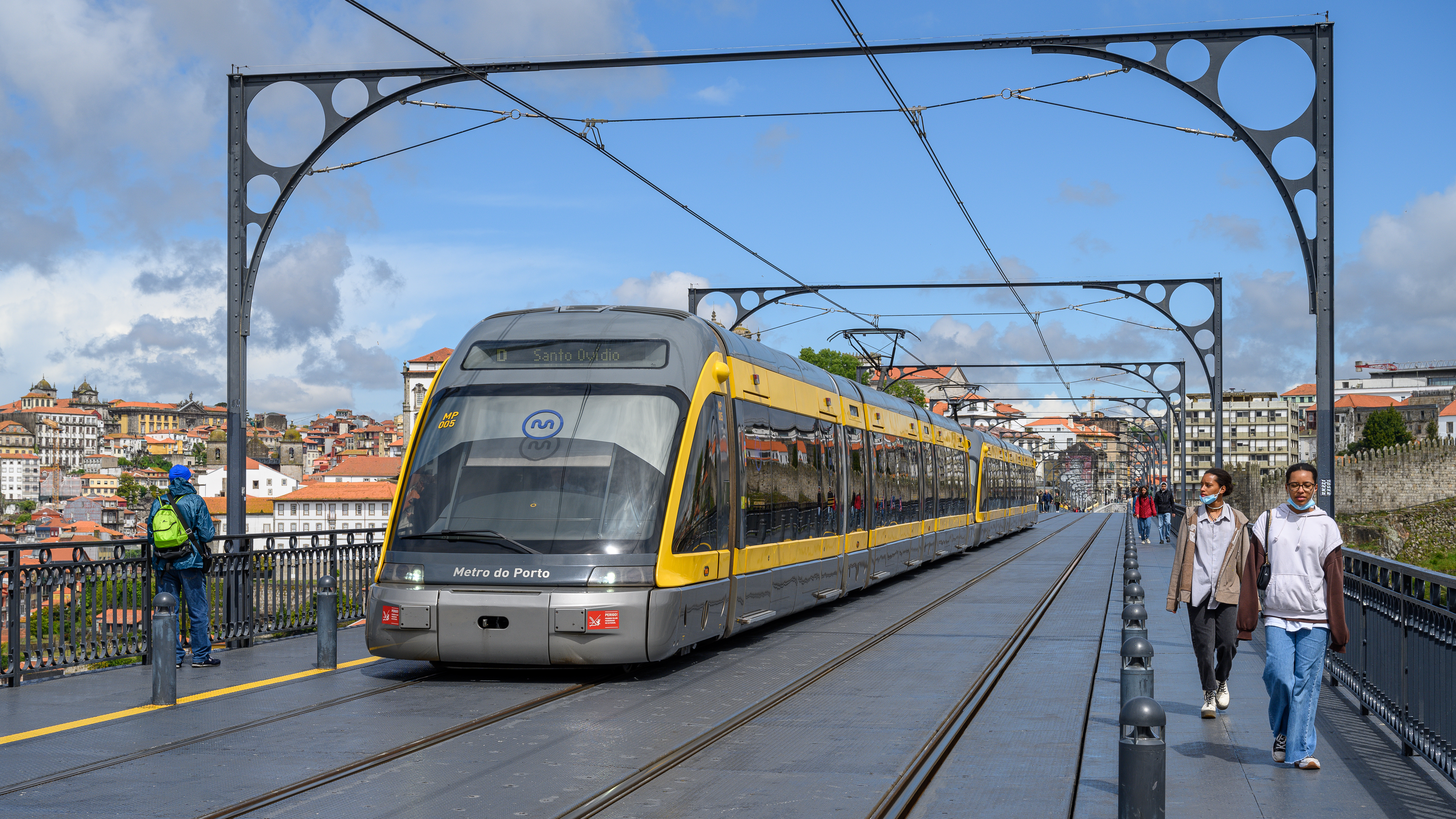
Вагони метрополітену Порту

Для транспортування вугілля використовували електрифіковані поїзди, оскільки двигуни не використовували цінний кисень у шахтах. Брак природних викопних ресурсів змусив Швейцарію швидко електрифікувати залізничну мережу. Одним із перших акумуляторних батарей став залізо-нікелевий акумулятор, якому Едісон надав перевагу для використання у електромобілях.
Електромобілі були одними з перших автомобілів, і до появи легких потужних двигунів внутрішнього згоряння (ДВЗ) на початку 1900-х років електромобілі тримали багато рекордів швидкості та відстані. Їх виробляли компанії «Baker Electric», «Columbia Electric», «Detroit Electric» та інші, і в якийсь момент в історії продавали автомобілі з бензиновим двигуном. 1900 року 28 відсотків автомобілів на автошляхах США були електричними. Електромобілі були настільки популярні, що навіть президент Вудро Вільсон та його агенти секретної служби подорожували Вашингтоном, округ Колумбія, на своєму Milburn Electrics, який долав відстань 60–70 миль (100–110 км) на одній зарядці.
Більшість виробників легкових автомобілів вибирали бензинові автомобілі в першому десятилітті 20-го століття, але електричні вантажівки використовували навіть у 1920-х роках. Низка подій сприяла зниженню популярності електромобілів. Покращена дорожня інфраструктура вимагала більшого запасу ходу, ніж той, який пропонують електромобілі, а відкриття великих запасів нафти в Техасі, Оклахомі та Каліфорнії призвело до широкої доступності дешевого бензину, що зробило автомобілі з двигуном внутрішнього згоряння дешевшими для тривалої експлуатації Електромобілі не рідко рекламувалися як розкішні жіночі автомобілі, що, можливо, було клеймом серед споживачів-чоловіків. Крім того, у 1912 році автомобілями з двигуном внутрішнього згоряння стало ще легше керувати завдяки винаходу електричного стартера Чарльзом Кеттерінгом, який усунув потребу в руків'ї для запуску бензинового двигуна та зниженню шуму, який створюють автомобілі з ДВЗ завдяки використанню глушника, який винайшов Хірам Персі Максим у 1897 році. Оскільки дороги були покращені за межами міст, запас ходу електромобіля не міг конкурувати з ДВЗ. Нарешті, початок масового виробництва бензинових транспортних засобів Генрі Фордом у 1913 році значно знизив вартість бензинових автомобілів порівняно з електромобілями.
У 1930-х роках компанія «National City Lines», яка була партнерством «General Motors», «Firestone» і «Standard Oil of California», придбала багато мереж електричних трамваїв по всій країні, щоб демонтувати їх і замінити автобусами GM. Товариство було визнано винним у змові з метою монополізації продажу обладнання та матеріалів своїм дочірнім компаніям, але було виправдано у змові з метою монополізації надання транспортних послуг.
У 2009 році відбувся Копенгагенський саміт, який проходив у розпал помітних змін клімату, спричинених антропогенними викидами парникових газів. Під час саміту понад 70 країн розробили плани досягнення нульового чистого викиду. Для багатьох країн впровадження більшої кількості електромобілів допоможе зменшити використання бензину.

### Експерименти

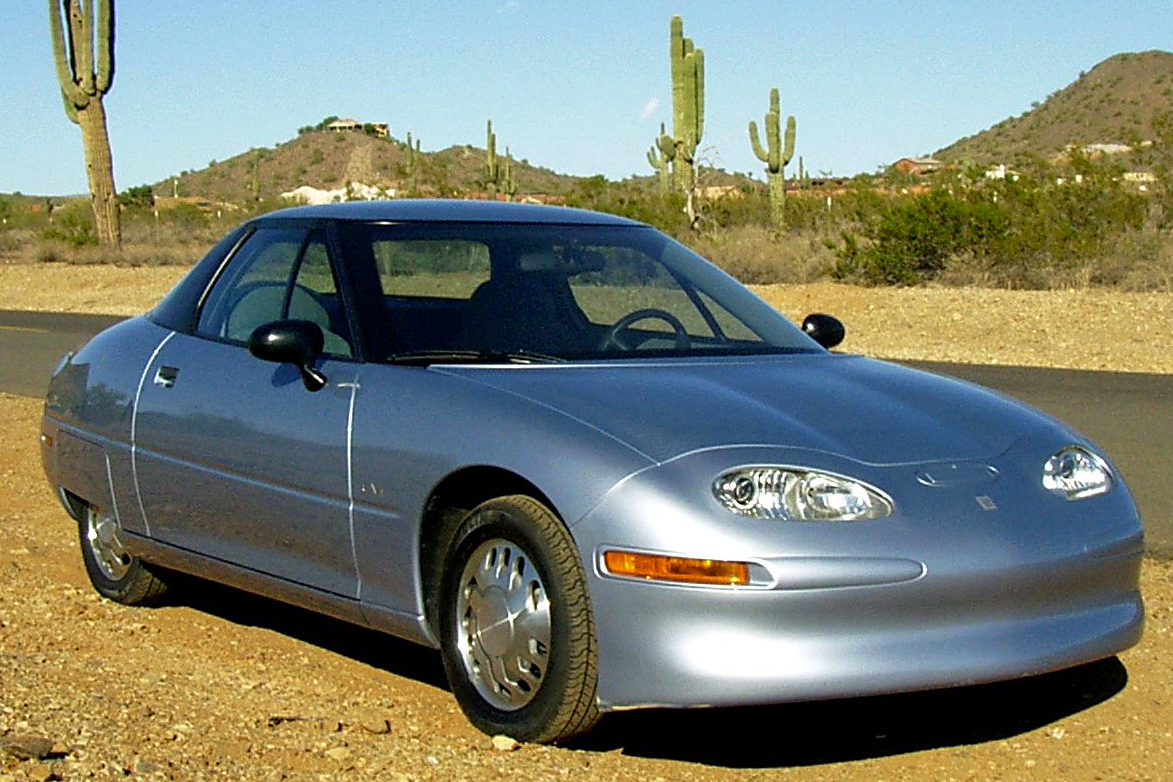
Електромобіль «General Motors EV1» (1996–1998)

У січні 1990 року президент компанії «General Motors» представив на автосалоні в Лос-Анджелесі концептуальний двомісний електрокар «Impact». Того вересня Каліфорнійська рада повітряних ресурсів дозволила основним автовиробникам розпочати продаж електромобілів поетапно, починаючи з 1998 року. У 1996—1998 роках GM виготовив 1117 EV1, 800 з яких було надано через трирічну оренду.
Компанії Chrysler, Ford, GM, Honda та Toyota також випустили обмежену кількість електромобілів для каліфорнійських водіїв у цей період. 2003 року, після закінчення терміну оренди EV1 GM, GM припинив їх обслуговування, що пояснювали наступними причинами:
- успішне оскарження федеральним судом автомобільної промисловості щодо заборони каліфорнійським транспортним засобам нульових викидів;
- федеральне розпорядження, яке вимагає від GM виробництва та обслуговування запасних частин для декількох тисяч EV1;
- успіх медійної кампанії нафтової та автомобільної промисловості, спрямованої на зниження суспільного визнання електромобілів.

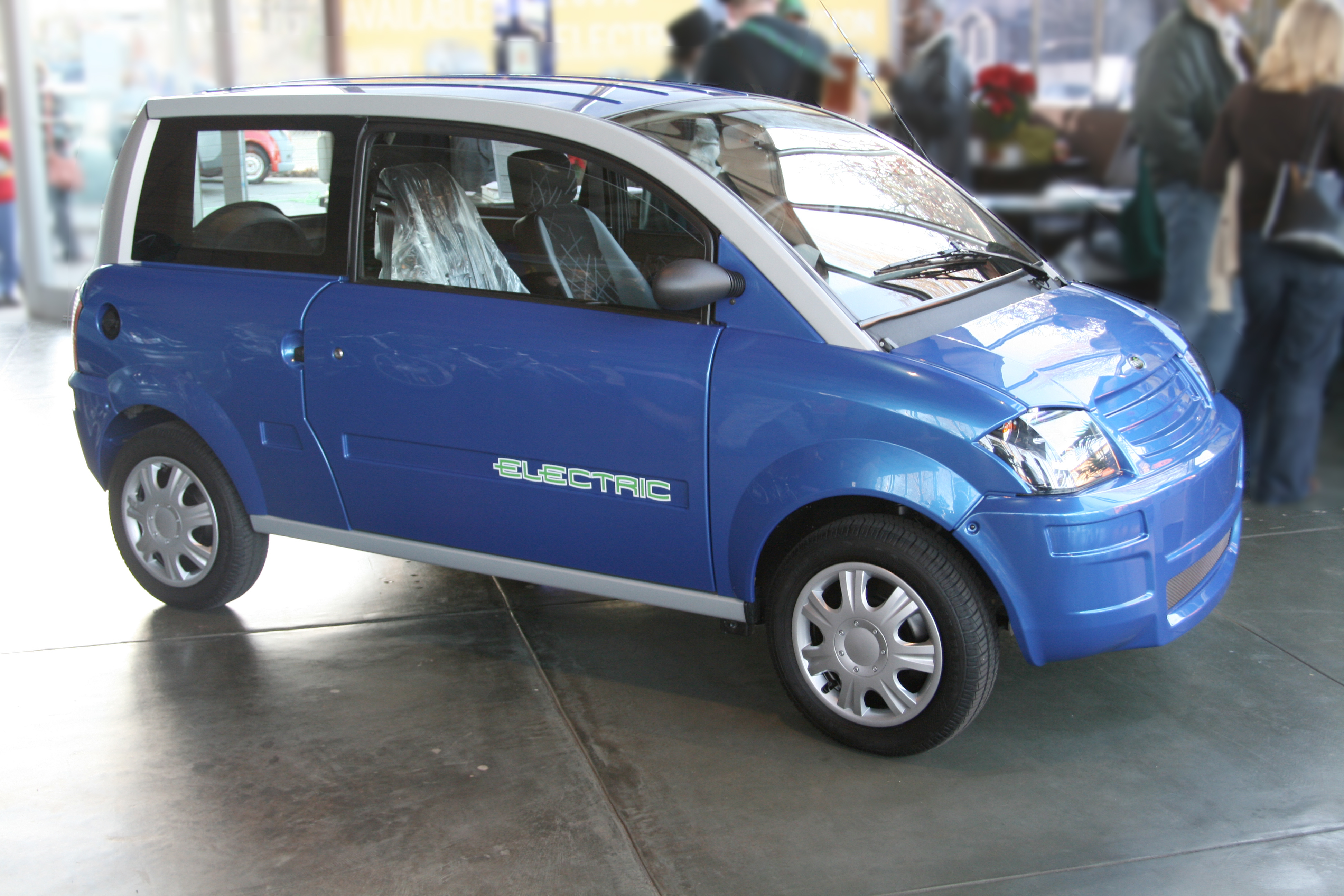
Презентація електромобіля ZENN NEV на автосалоні «Green Motors», Берклі, Каліфорнія

У 2005—2006 роках на цю тему було знято фільм «Хто вбив електромобіль?», у якому досліджується роль виробників автомобілів, акумуляторів, нафтової промисловості, уряду США, водневих автомобілів і широкої громадськості, а також кожна з їхніх ролей у обмеженні розгортання та впровадження цієї технології.

Зростання кількості електромобілів у 2010-х роках

Компанія «Ford» випустила на ринок декілька своїх фургонів «Ford Ecostar». Також компанії «Honda», «Nissan» та «Toyota» відібрали та розгромили більшість своїх електромобілів, які, як і GM EV1, були доступні лише на умовах закритої оренди. Після громадських протестів Toyota продала 200 своїх електромобілів RAV4; пізніше вони були продані за початкову ціну в сорок тисяч доларів. Пізніше канадська філія BMW розпродала декілька електромобілів Mini після завершення їх тестування в Канаді.
У вересні 2005 року припинено виробництво компанії «Citroën Berlingo Electrique». «Zenn» розпочав виробництво у 2006 році, але припинив до 2009 року.

### Відродження
Наприкінці XX — на початку XXI століття вплив транспортної інфраструктури на основі нафти на навколишнє середовище разом зі страхом піку видобутку нафти призвели до відновлення інтересу до інфраструктури електротранспорту.

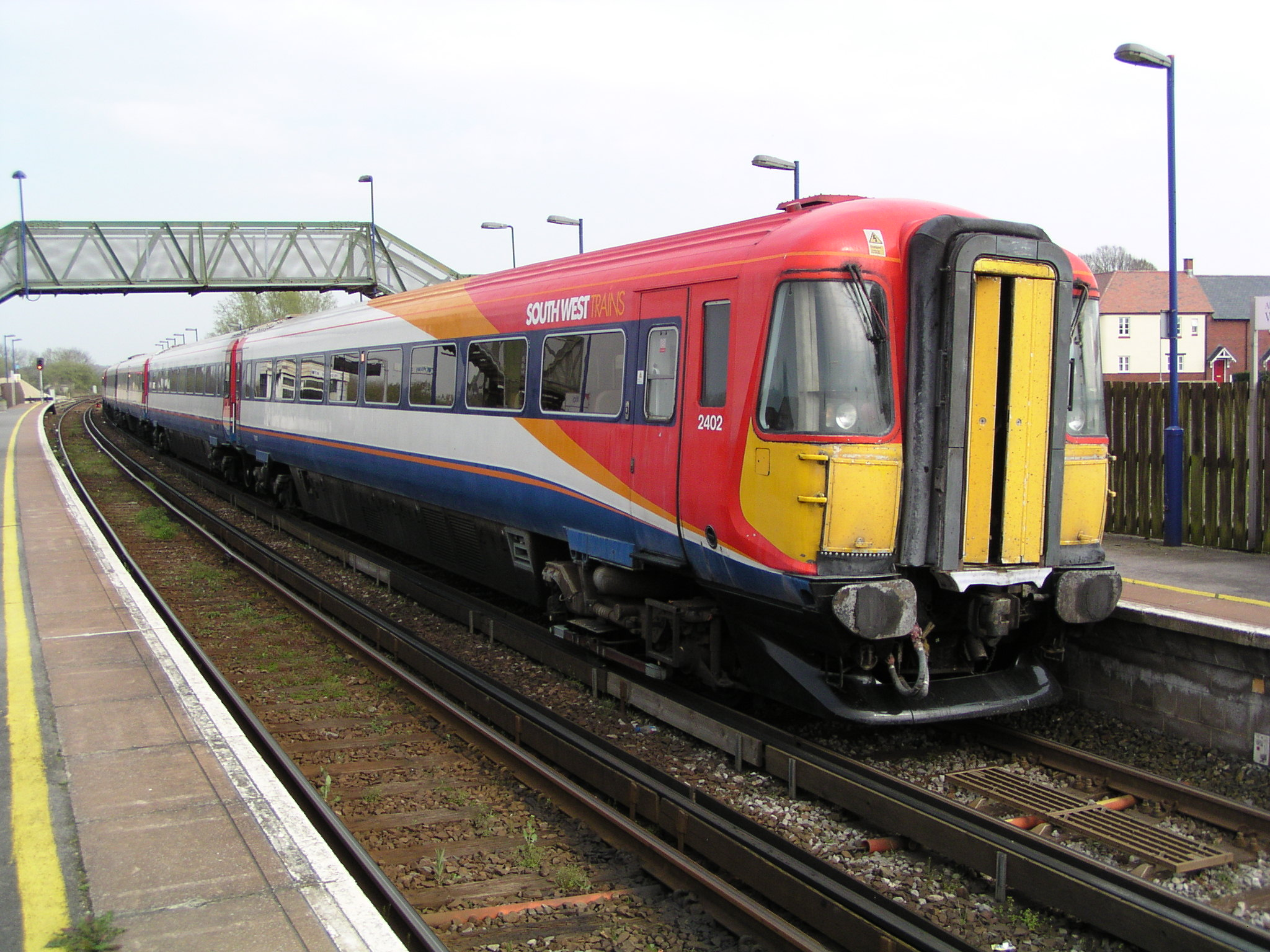
Пасажирський поїзд, що отримує електричний струм через третю рейку з поверненням через тягові рейки, Велика Британія

Електромобілі відрізняються від транспортних засобів, що працюють на викопному паливі, тим, що електроенергія, яку вони споживають, може вироблятися з широкого діапазону джерел, включаючи викопне паливо, ядерну енергію та відновлювані джерела енергії, такі як сонячна енергія та вітроенергетика або будь-яка їх комбінація. Вуглецевий слід та інші викиди електромобілів відрізняються залежно від палива та технології, які використовують для виробництва електроенергії.

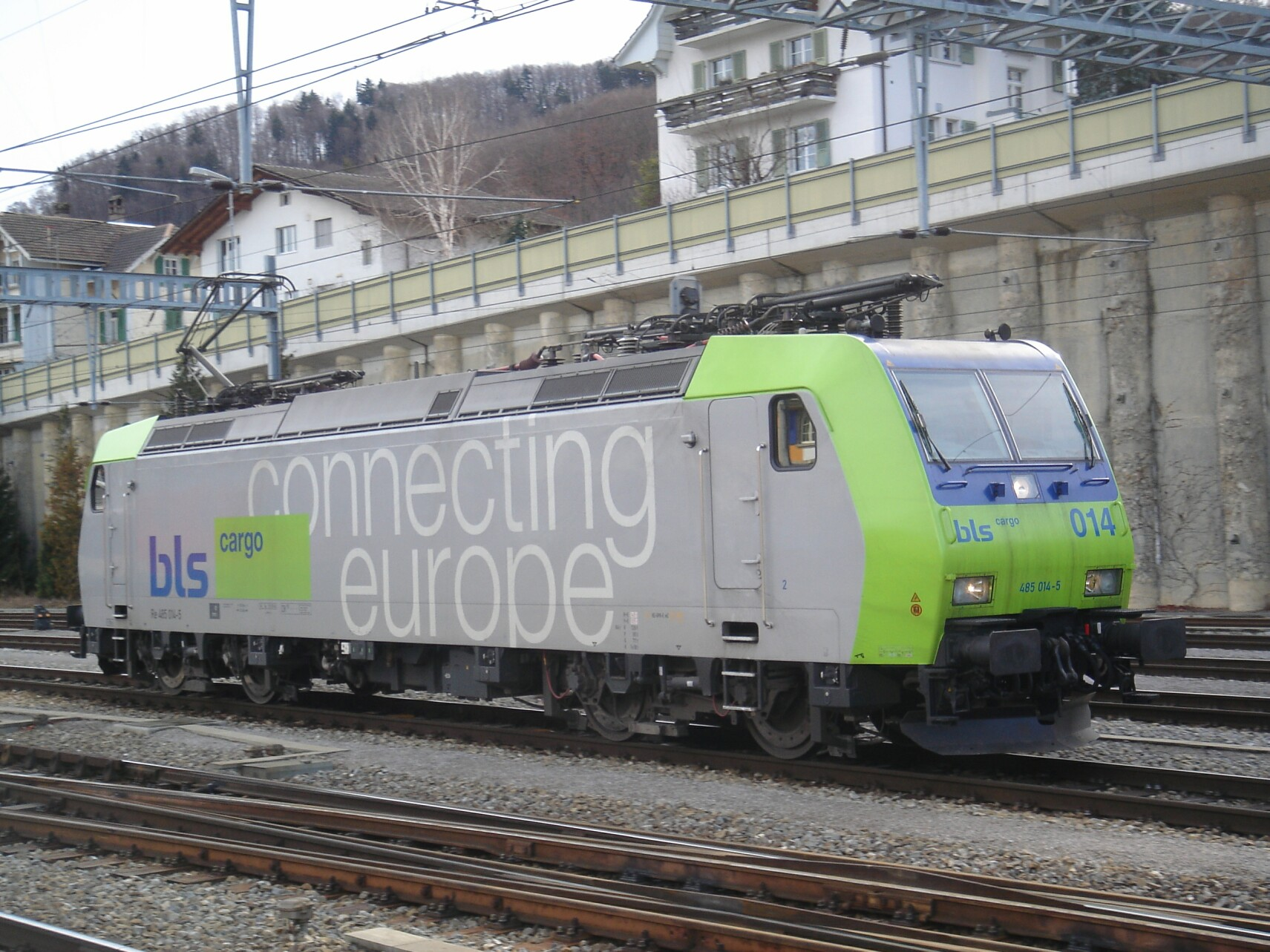
Електровоз у Швейцарії

Електроенергія може зберігатися в автомобілі за допомогою акумулятора, маховика або суперконденсаторів. Транспортні засоби з двигунами внутрішнього згоряння зазвичай отримують енергію лише з одного або кількох джерел, як правило, невідновлюваного викопного палива. Ключовою перевагою електромобілів є рекуперативне гальмування, яке перетворює кінетичну енергію, яка зазвичай втрачається під час фрикційного гальмування у вигляді тепла, у електрикута  повертає до бортової батареї.
Впродовж 2022 року в Україні продаж приватних електромобілів склав 13,6 тис. одиниць, що у 1,5 рази більше за показники 2021 року. Найпопулярнішими моделями стали Nissan Leaf (2349 шт.), Volkswagen ID. 4 (1407 шт.) та Tesla Model 3 (952 шт.).

## Літій-іонний акумулятор

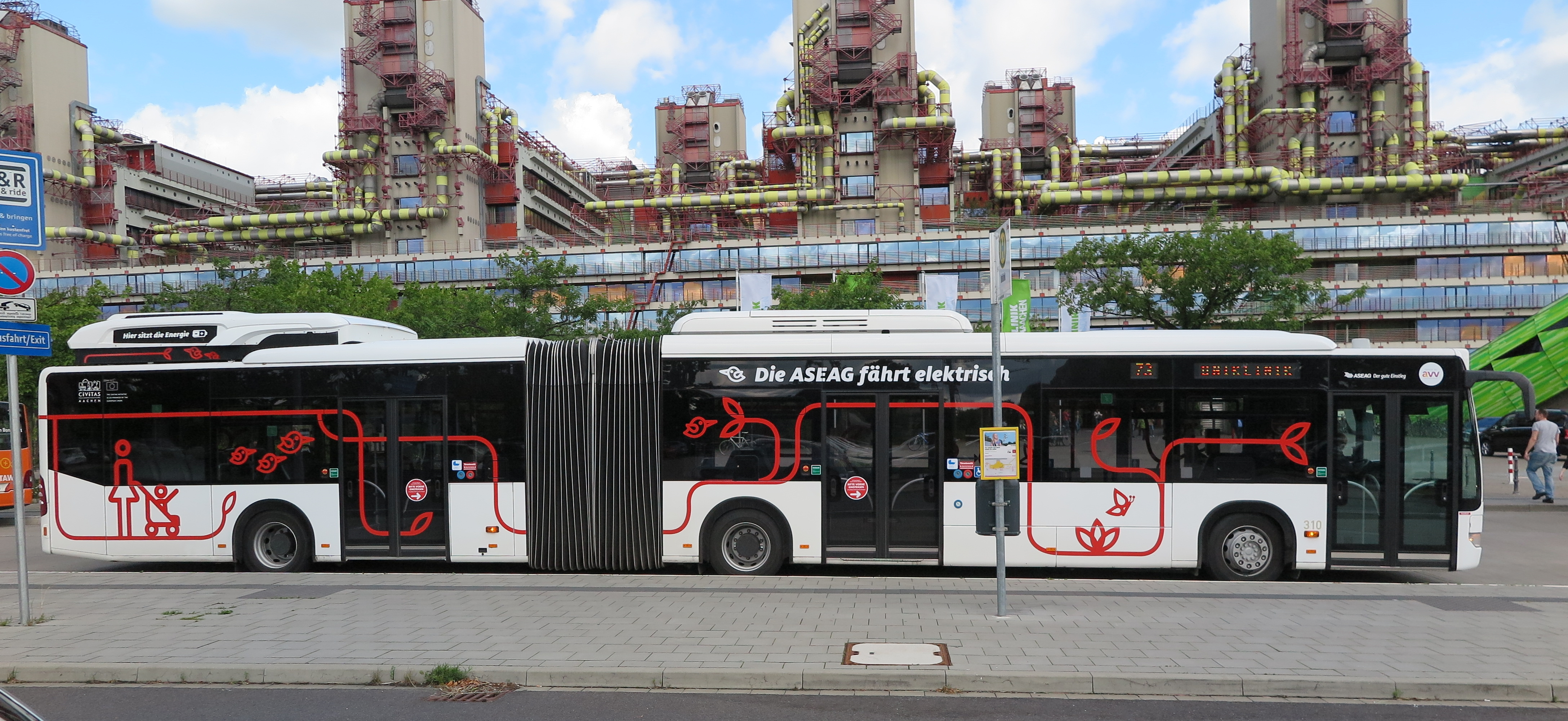
Акумуляторний електробус з живленням від літій-іонних акумуляторів

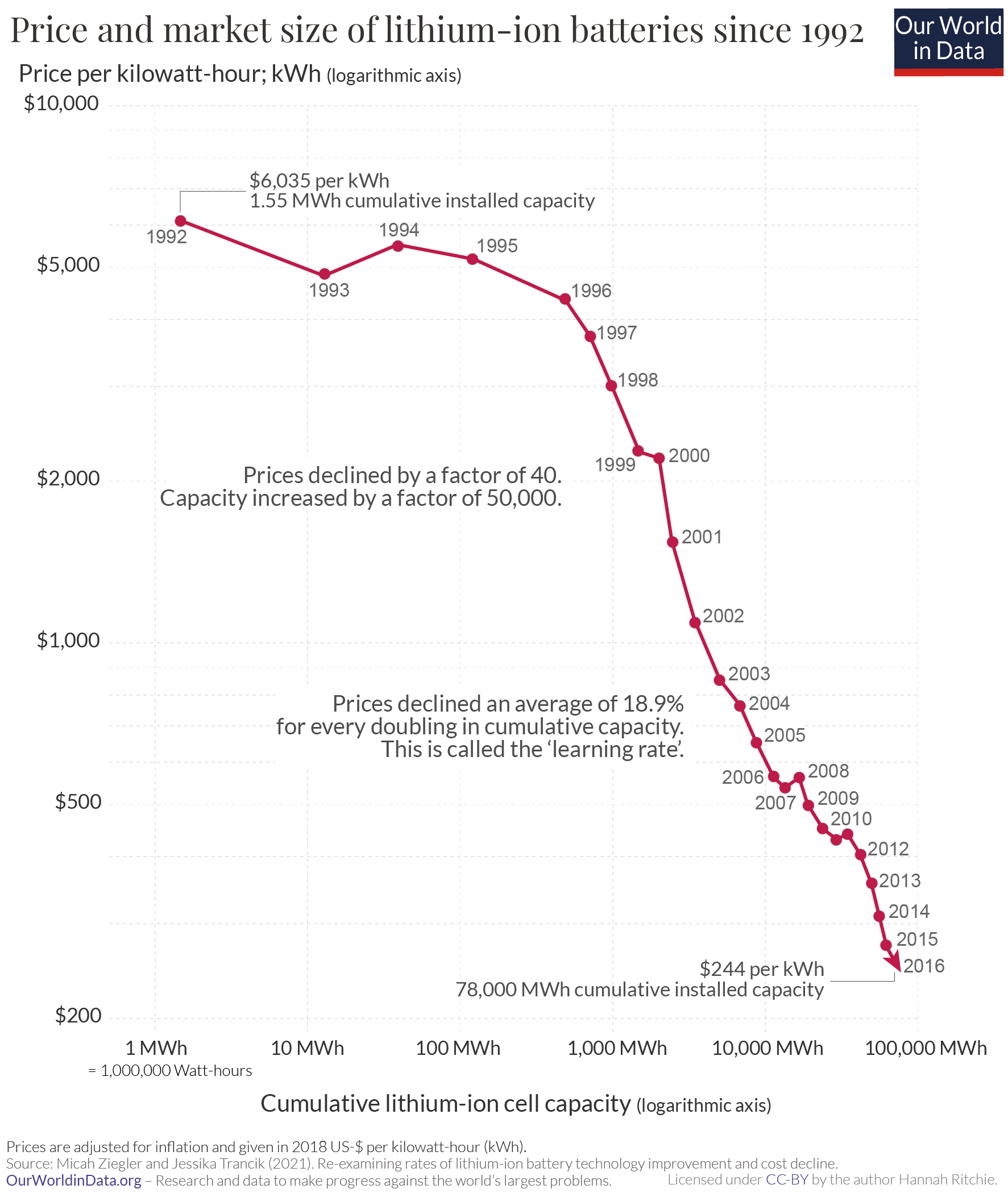
Графік зміни ціни літій-іонних акумуляторів, який показує, що за три десятиліття ціни на акумулятори впали на 97 %

### Громадський транспорт

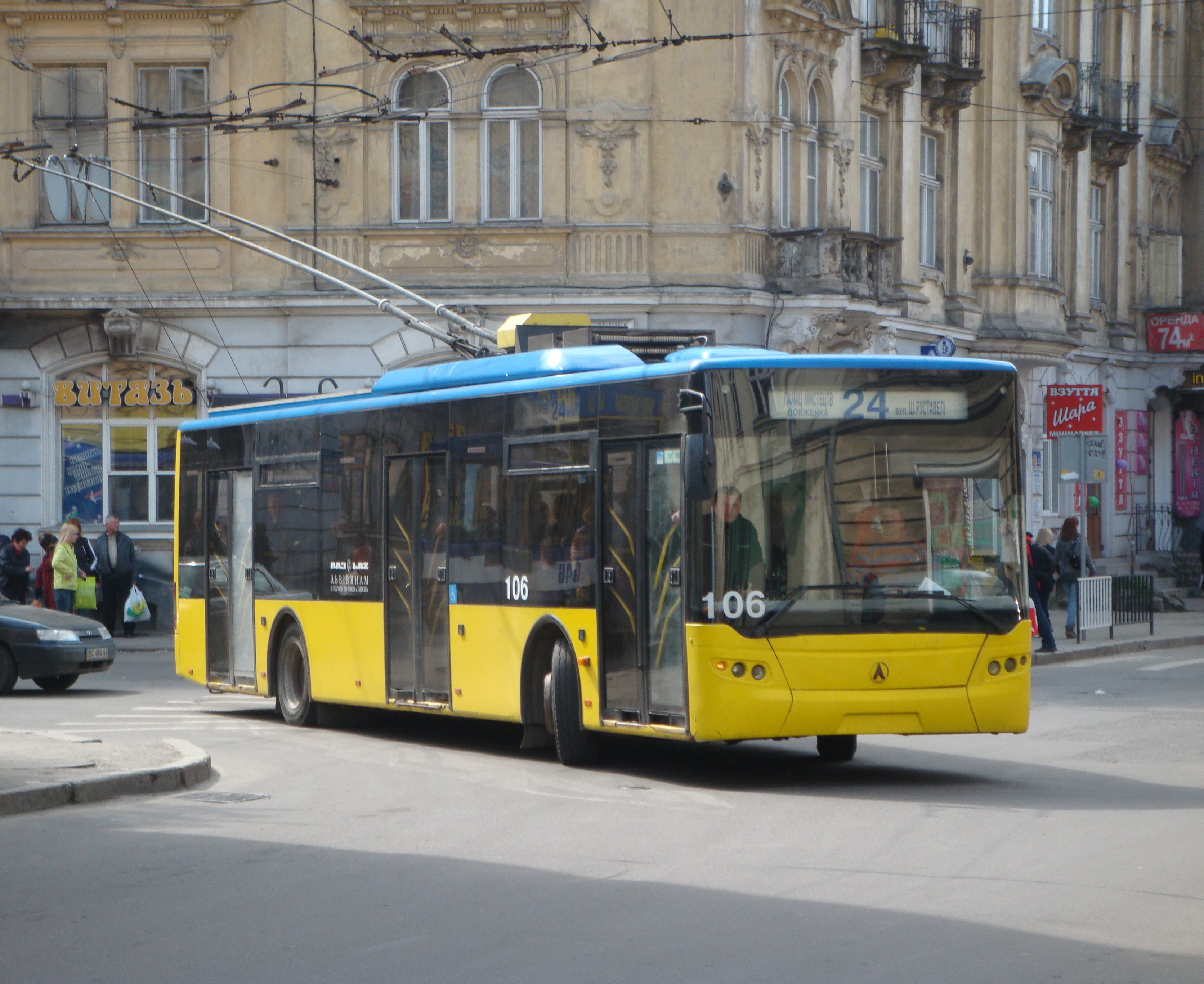
Тролейбус ЛАЗ Е183 у Львові

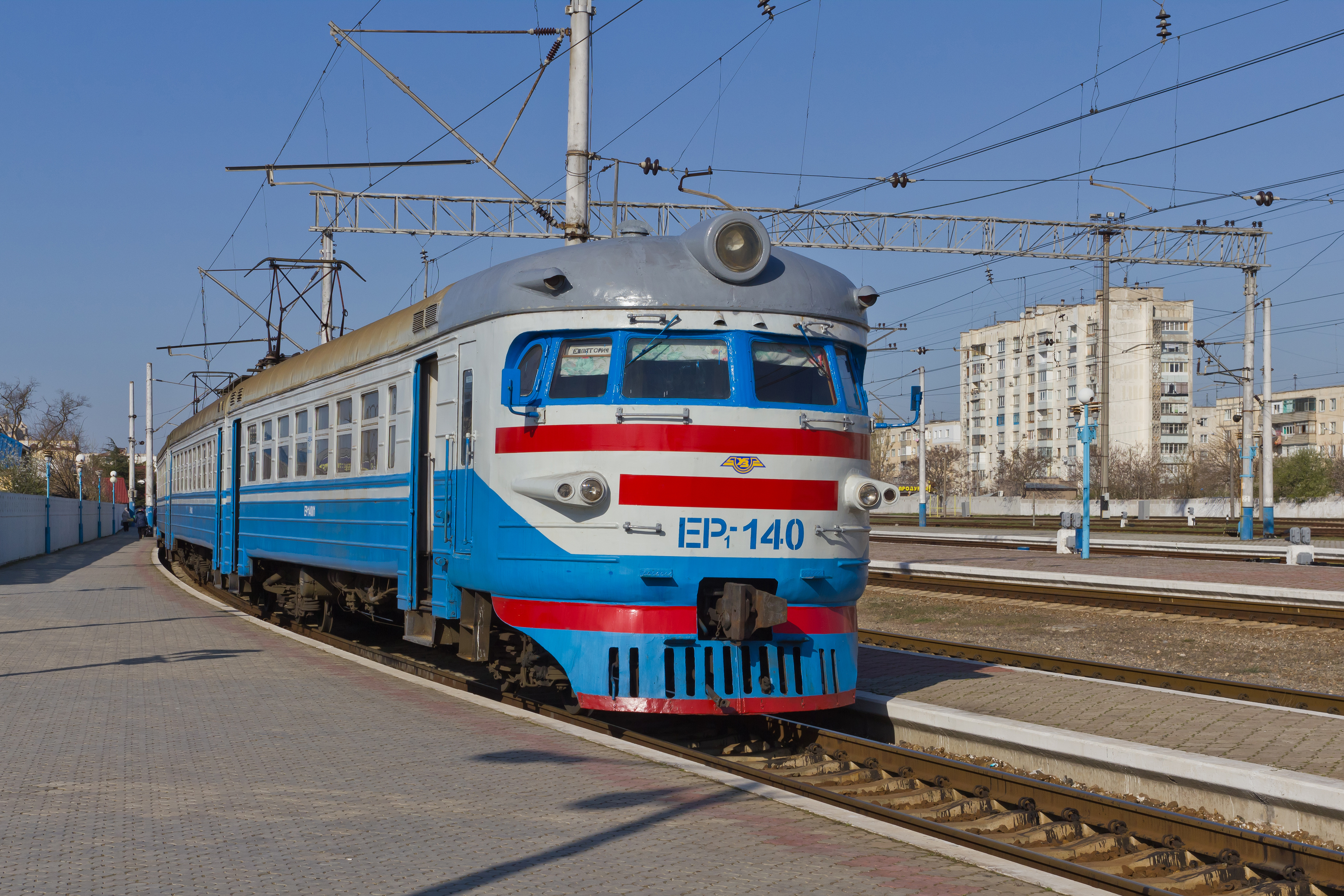
Електропоїзд ЕР2 на станції Євпаторія-Курорт

### Вантажний електротранспорт

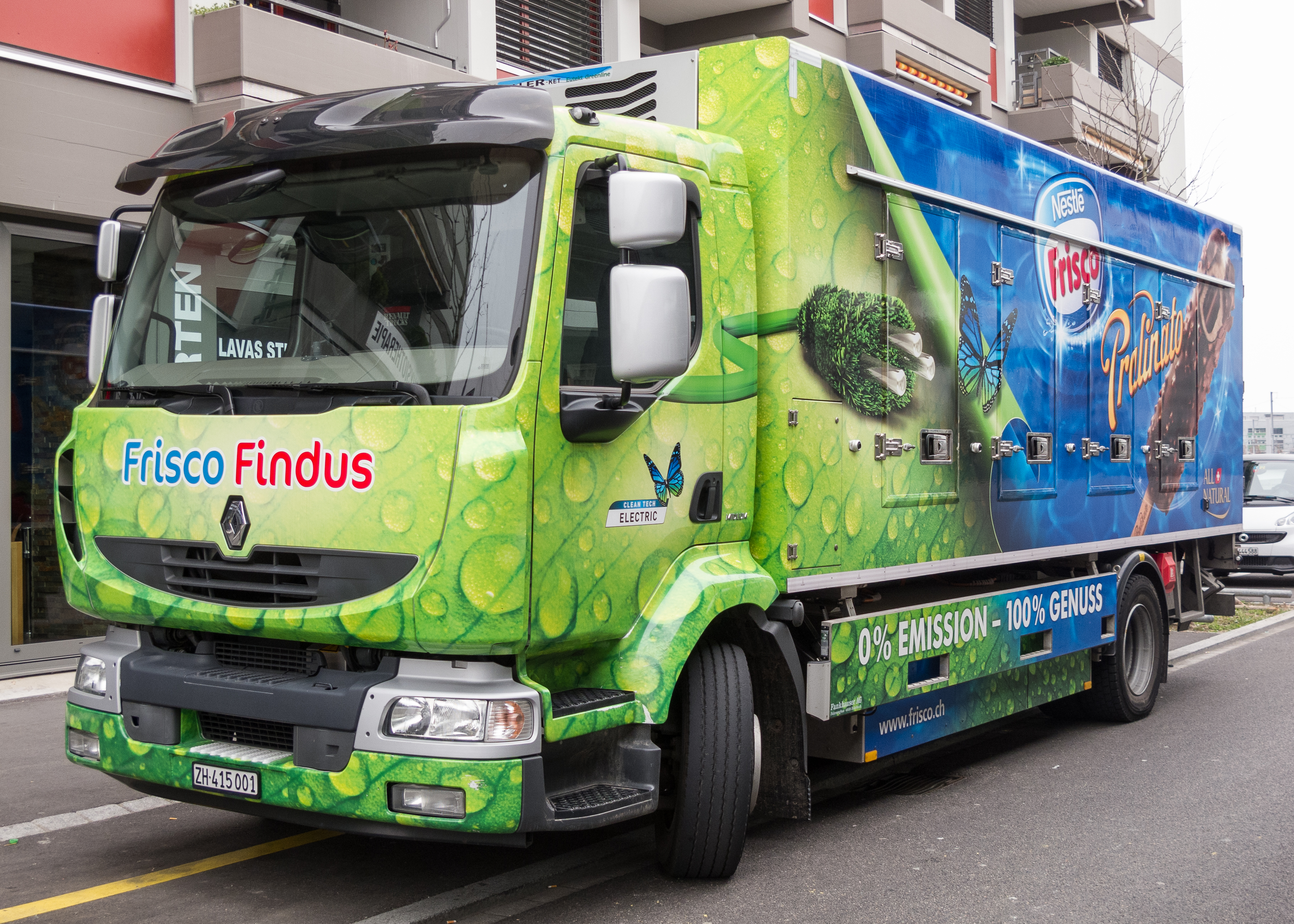
Електрична вантажівка Renault Midlum, яку використовує компанія «Nestle» (2015)

### Приватний транспорт (електромобілі)

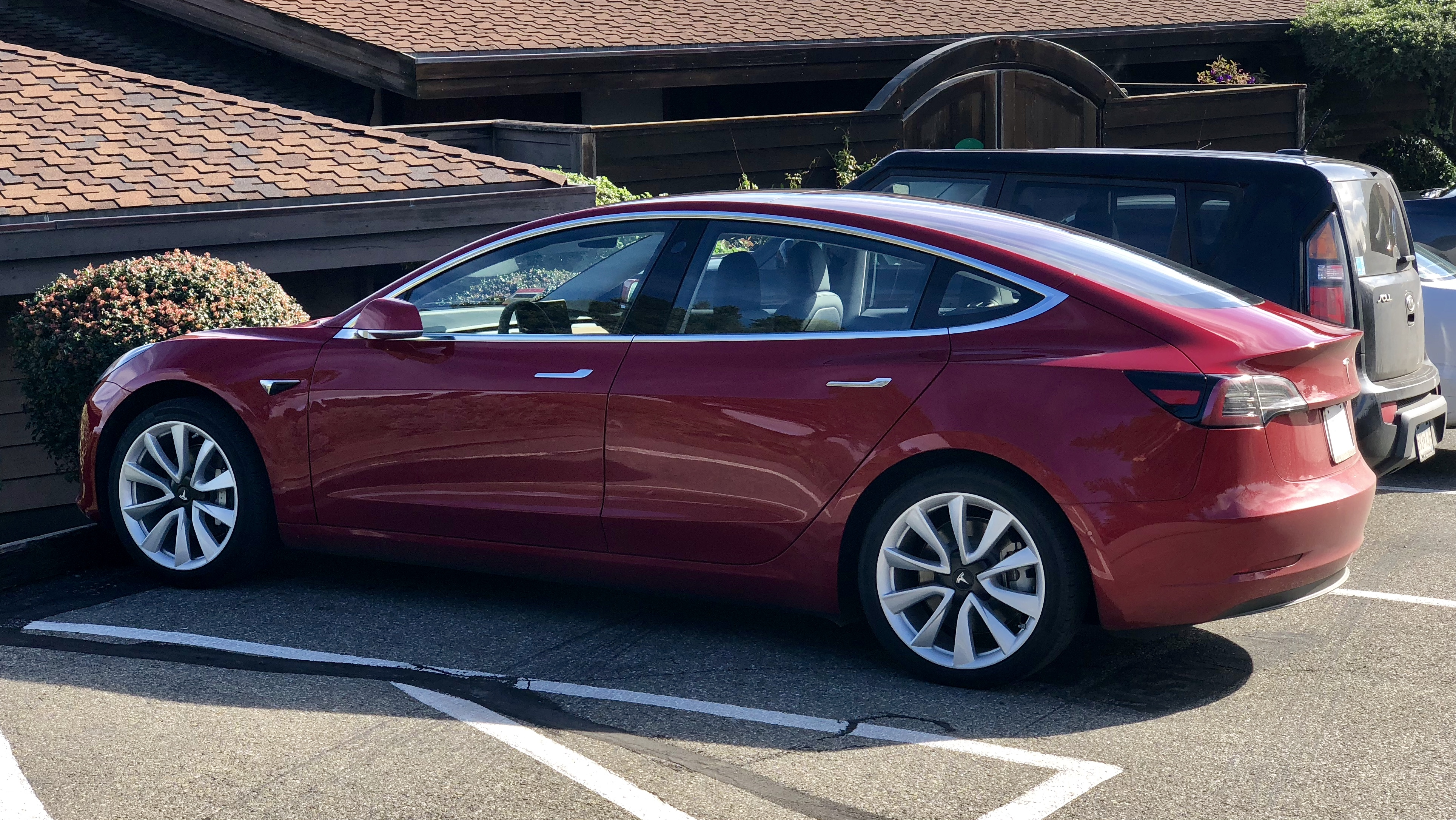
Електромобіль Tesla Model 3

### Промисловий електротранспорт

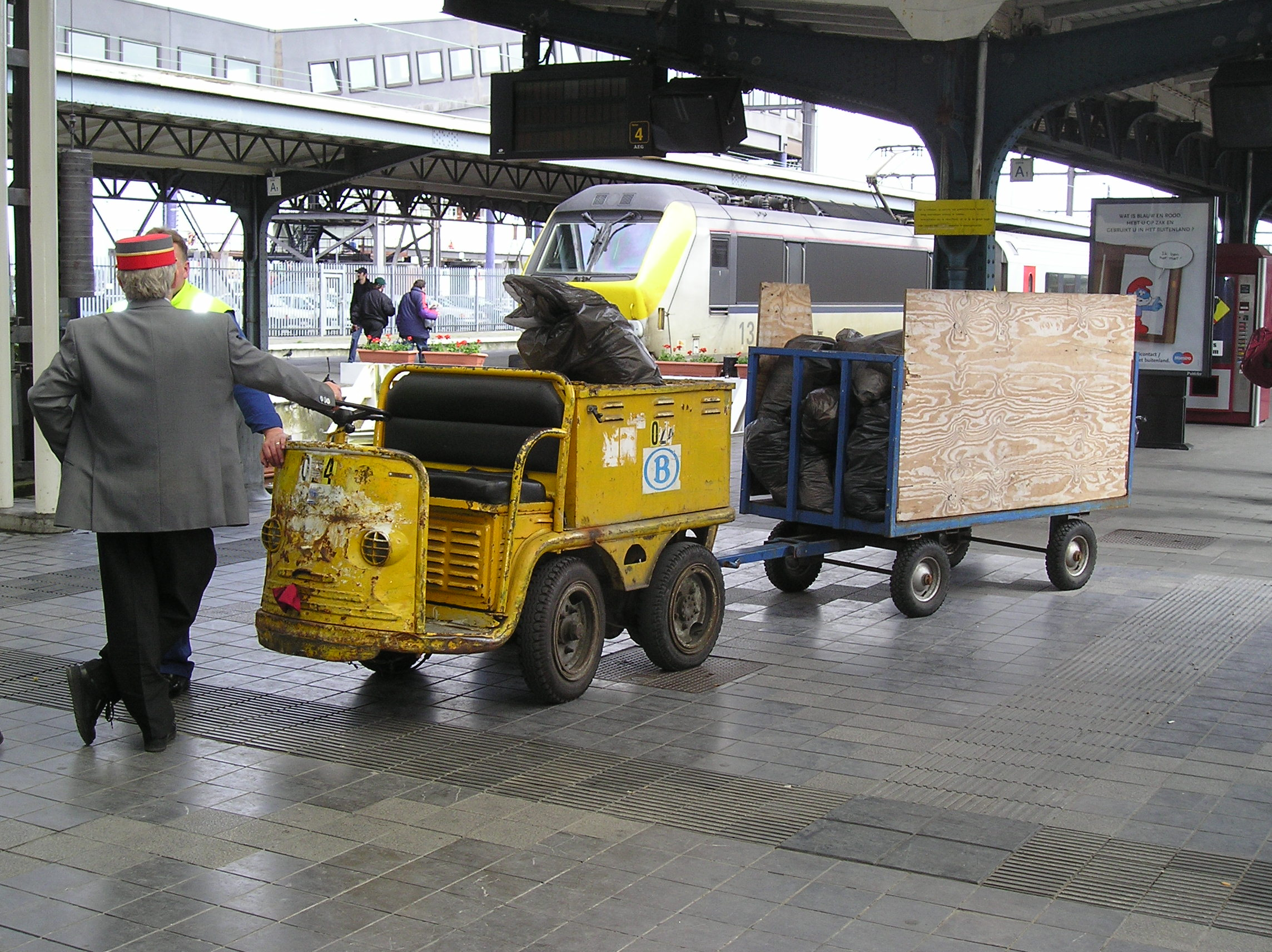
Електрокар для підвозу вантажів на залізничному вокзалі